# Lynx Kit Cars
Lynx Kit Cars war ein britischer Hersteller von Automobilen.

## Unternehmensgeschichte
Jim Peters, Nick Rodgers und Steve Ahern gründeten 1985 das Unternehmen in Westcliffe-on-Sea in der Grafschaft Essex. Sie begannen mit der Produktion von Automobilen und Kits. Der Markenname lautete Lynx. 1986 endete die Produktion. Insgesamt entstanden etwa sieben Exemplare.
Es gab keine Verbindung zu Lynx, die den gleichen Markennamen verwendeten.

## Fahrzeuge
Das einzige Modell war der Bobtail. Die Basis bildete ein solides Fahrgestell. Darauf wurde eine farbige Karosserie aus Fiberglas montiert. Es war ein offenes Freizeit- und Mehrzweckfahrzeug. Türen, Wetterschutz und Hardtop waren gegen Aufpreis lieferbar. Viele Teile kamen vom Ford Capri.